# Briarwood (Kentucky)
Briarwood es una ciudad ubicada en el condado de Jefferson en el estado estadounidense de Kentucky. En el Censo de 2010 tenía una población de 435 habitantes y una densidad poblacional de 2.702,97 personas por km².

## Geografía
Briarwood se encuentra ubicada en las coordenadas 38°16′42″N 85°35′30″O / 38.27833, -85.59167. Según la Oficina del Censo de los Estados Unidos, Briarwood tiene una superficie total de 0.26 km², de la cual 0.26 km² corresponden a tierra firme y (0%) 0 km² es agua.

## Demografía
Según el censo de 2010, había 435 personas residiendo en Briarwood. La densidad de población era de 2.702,97 hab./km². De los 435 habitantes, Briarwood estaba compuesto por el 90.34% blancos, el 4.37% eran afroamericanos, el 0.23% eran amerindios, el 0% eran asiáticos, el 0% eran isleños del Pacífico, el 2.07% eran de otras razas y el 2.99% pertenecían a dos o más razas. Del total de la población el 5.75% eran hispanos o latinos de cualquier raza.